# Rue du Plat-d'Étain
La rue du Plat-d'Étain est une voie du 1er arrondissement de Paris, en France, dans le quartier des Halles.

## Situation et accès
Longue de 57 mètres et de 10 mètres de large, la rue du Plat-d'Étain commence 25, rue des Lavandières-Sainte-Opportune et se termine 4, rue des Déchargeurs et est située dans le 1er arrondissement de Paris.

## Origine du nom
Le nom de la rue vient de l'enseigne d'une maison, un ermitage de Notre-Dame-des-Bois aujourd'hui disparu.

## Historique
La rue est citée dans Le Dit des rues de Paris de Guillot de Paris sous la forme « rue Raoul l'Avenier », que l'on trouve également écrit « rue Raoul Lavenier ».
Il est fait mention de la rue du Plat-d'Étain à partir de 1489.
Elle est citée sous le nom de « rue du Plat d'estain » dans un manuscrit de 1636.
En 1817, la rue du Plat-d'Étain commençait 33-35, rue des Lavandières-Sainte-Opportune, se terminait 4-6, rue des Déchargeurs et était située dans l'ancien 4e arrondissement de Paris, quartier Saint-Honoré.
Les numéros de la rue étaient rouges. Le dernier numéro impair était le no 7 et le dernier numéro pair était le no 8.

## Bâtiments remarquables et lieux de mémoire
- Au no 1 est une maison du XVIe siècle dont le rez-de-chaussée a été occupé par un cabaret qui fut fréquenté par Marmontel, Diderot et d'Alembert.
- Le no 11 correspond à l'emplacement de l'ancien bureau des Drapiers, dont la corporation datait de 1183. La façade, qui a été transportée au musée Carnavalet, avait été édifiée en 1650 par Boffrand sur les dessins de Libéral Bruant.

## Pour approfondir